# Приаралье

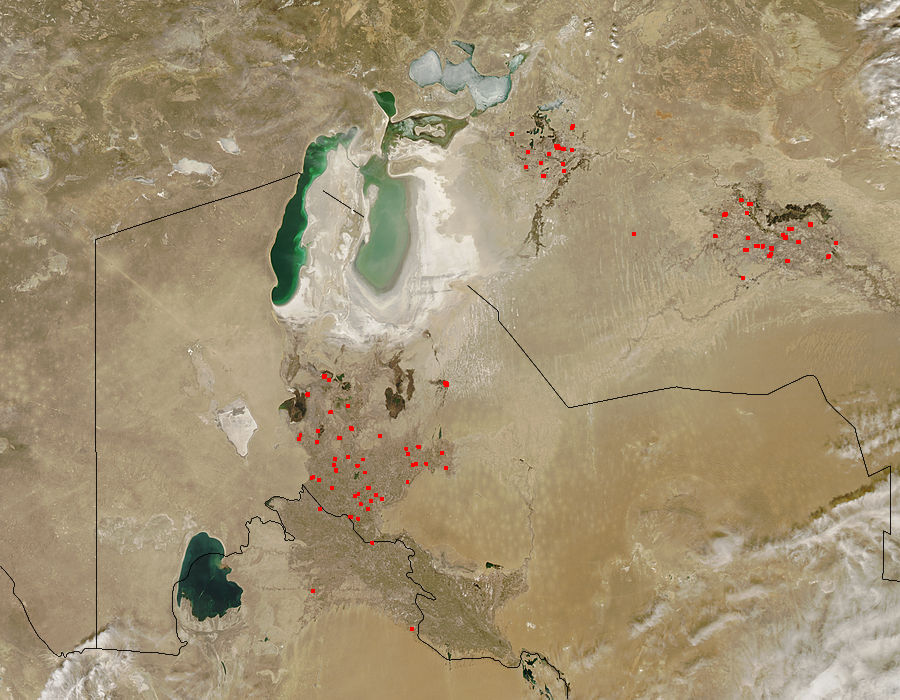
Приаралье. Спутниковый снимок 2008 года

Приара́лье — историческое название региона, прилегающего к Аральскому морю. Впервые это название начали использовать российские географы в XVIII веке.
Восточное Приаралье включает в себя ряд районов Кызылординской области Казахстана: Аральский, Казалинский, Кармакшинский (иногда сюда относят также Жалагашский и Сырдарьинский районы). По Восточному Приаралью проходит нижнее течение реки Сырдарья, здесь находится космодром Байконур.
Южное Приаралье — республика Каракалпакстан на севере Узбекистана. Здесь находится дельта реки Амударья.
Северное Приаралье — южная окраина Актюбинской области Казахстана.
В Приаралье ведётся добыча нефти, соли (Аралтуз), рыболовный промысел (Аралбалык).

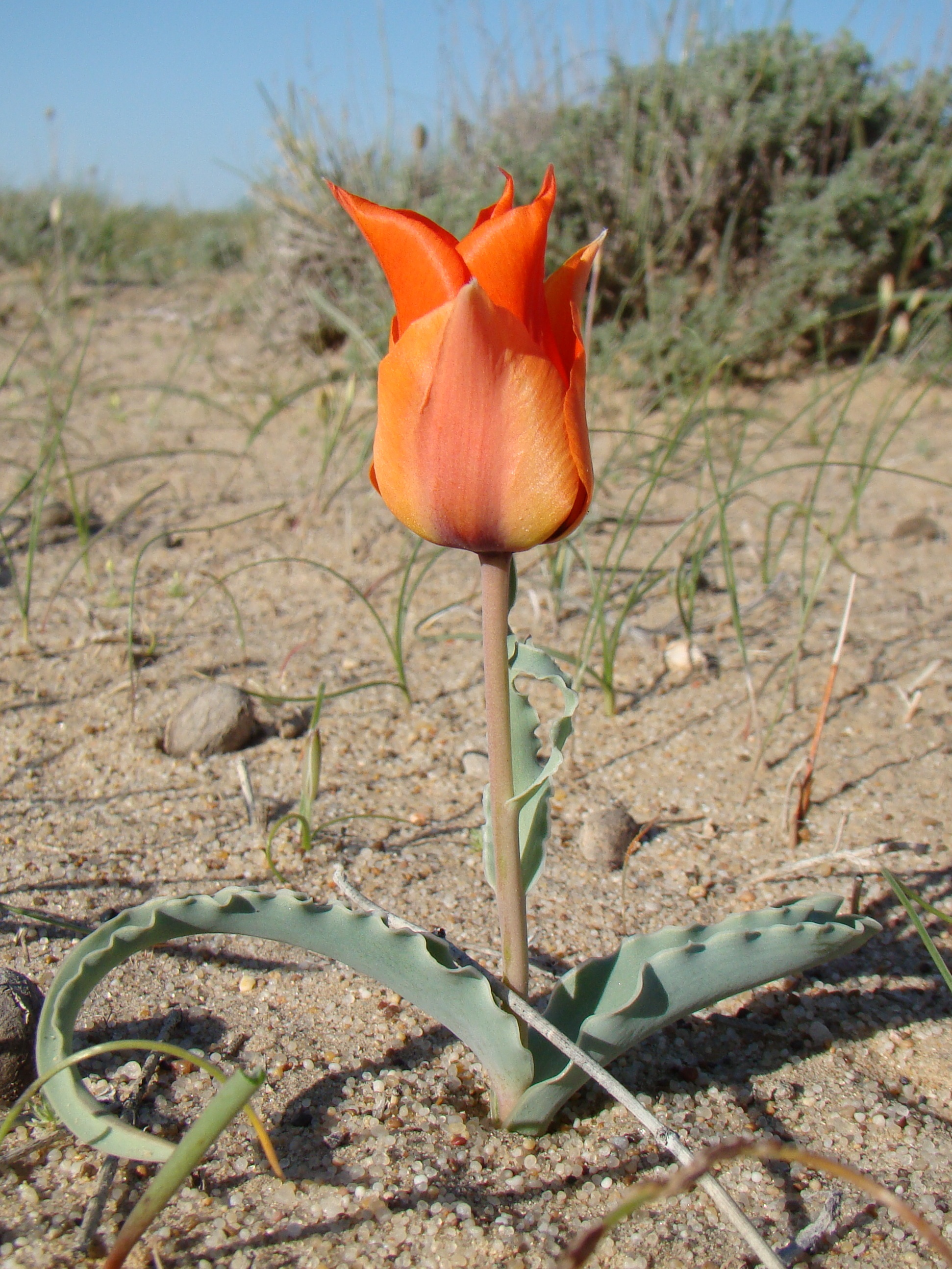
Эндемик Приаралья — Тюльпан Борщова (Tulipa borszczowii), Байконур